# Dzierzgowo (village)
Pour les articles homonymes, voir Dzierzgowo.
Dzierzgowo (prononciation : [d͡ʑeʐˈɡɔvɔ]) est un village polonais de la gmina de Dzierzgowo dans le powiat de Mława de la voïvodie de Mazovie dans le centre-est de la Pologne.
Le village est le siège administratif (chef-lieu) de la gmina appelée gmina de Dzierzgowo.
Il se situe à environ 21 kilomètres à l'est de Mława (siège du powiat) et à 108 kilomètres au nord de Varsovie (capitale de la Pologne).
Le village compte approximativement une population de 660 habitants en 2006.

## Histoire
De 1975 à 1998, le village appartenait administrativement à la voïvodie de Ciechanów.